# Neptis perkeo
Neptis perkeo är en fjärilsart som beskrevs av Skala 1936. Neptis perkeo ingår i släktet Neptis och familjen praktfjärilar. Inga underarter finns listade i Catalogue of Life.